# Blame It on the Alcohol
«Blame It on the Alcohol» es el decimocuarto episodio de la segunda temporada de la serie de televisión estadounidense Glee y el trigésimo sexto de su cómputo general. Fue escrito por Ian Brennan, dirigido por Eric Stoltz y emitido por primera vez en Estados Unidos por la cadena Fox el 22 de febrero de 2011. Su trama se centra principalmente en el consumo de alcohol y en como los estudiantes del Instituto McKinley comienzan a tomar parte de él. El director Figgins (Iqbal Theba) advierte a los estudiantes sobre los peligros de beber, en respuesta a esto, el director del coro Will Schuester (Matthew Morrison) asigna a sus alumnos escribir e interpretar canciones que envíen mensajes positivos acerca de la abstinencia. Rachel Berry (Lea Michele) da una fiesta exclusiva para el coro, donde Puck (Mark Salling) aporta el alcohol a la fiesta. Los miembros del coro sufren las temidas resacas y deben realizar varias canciones sobre el consumo estando alcoholizados.
«Blame It on the Alcohol» fue bien recibido durante su emisión original por los críticos. Katie Morgan de Billboard elogió la mayor parte de los números musicales, mientras que Robert Canning de IGN llamó al episodio «cómico» y «humano». Durante este episodio aparecen las versiones de cuatro canciones, entre ellas las de «Tik Tok» de Kesha y «Blame It» de Jamie Foxx junto a T-Pain. La mayor parte de las actuaciones musicales obtuvieron una recepción en general positiva. Todas las canciones fueron lanzadas como sencillos y están disponibles para descarga digital.

## Sinopsis
Preocupado por los recientes incidentes relacionados con el consumo de alcohol entre menores en el instituto McKinley, el director Figgins (Iqbal Theba) programa una asamblea de advertencia y encarga al coro que interprete una canción sobre los peligros del alcohol. Rachel (Lea Michele) le canta a Finn (Cory Monteith) una canción que ha escrito sobre su diadema; se da cuenta de que necesita inspiración para escribir una canción para las Regionales, así que organiza una fiesta en casa para el club, a la que también asisten el antiguo miembro Kurt (Chris Colfer) y su pareja Blaine (Darren Criss). Los asistentes -excepto Kurt y Finn- se emborrachan, y Rachel y Blaine comparten un largo beso durante un juego de Girar la Botella, tras lo cual interpretan «Don't You Want Me» a dúo en el karaoke. Blaine pasa la noche en la cama de Kurt, completamente vestido. Burt (Mike O'Malley), el padre de Kurt, no ve con buenos ojos este nivel de intimidad bajo su techo y le dice a Kurt que la próxima vez pida permiso primero. Kurt acepta a regañadientes, pero le pide a Burt que se informe sobre las relaciones homosexuales para que Kurt pueda acudir a él en busca de consejo en el futuro.
El lunes, los miembros del coro llegan a la escuela con resaca e interpretan la canción «Blame It». El director del club, Will Schuester (Matthew Morrison), queda impresionado con su «actuación realista», pero cree que la canción es inapropiada para la asamblea, ya que glorifica la bebida. La entrenadora de fútbol Shannon Beiste (Dot-Marie Jones) convence a Will para que se una a ella en una noche de fiesta en un bar de vaqueros para reducir su estrés; interpretan la canción «One Bourbon, One Scotch, One Beer». Will se emborracha y, una vez en casa, su embriaguez es tal que califica todos los trabajos de sus alumnos con un sobresaliente, y luego llama borracho a la orientadora del instituto, Emma Pillsbury (Jayma Mays), y le deja un mensaje de tinte sexual.
Rachel invita a salir a Blaine y, para consternación de Kurt, él acepta. Discuten, ya que Blaine sugiere que podría ser bisexual, mientras que Kurt niega la existencia de la bisexualidad. Kurt visita a Rachel después de la cita y le advierte de que Blaine es gay, aunque temporalmente está confundido. En la asamblea, New Directions interpreta «Tik Tok» de Kesha, pero la canción termina abruptamente cuando Brittany (Heather Morris) y Santana (Naya Rivera) vomitan por intoxicación. La entrenadora de animadoras Sue Sylvester (Jane Lynch) humilla públicamente a Will reproduciendo el mensaje que dejó en su buzón de voz -y no en el de Emma, como pretendía- por el sistema de megafonía del colegio mientras hay clases. Más tarde, Figgins recompensa al coro por haber conseguido asustar a sus compañeros para que se emborracharan, en la creencia de que el coro había estado actuando durante la asamblea. Figgins también le dice a Will que le recomendará a su sacerdote para que controle su problema con la bebida. Will se da cuenta de que es hipócrita decir a los estudiantes que no abusen del alcohol cuando él mismo lo hace, y convence a todo el club para que se comprometan a no beber hasta después de su próxima competición en los Nacionales. Les dice que él también se abstendrá y les insta a que le llamen para que les lleve a casa si beben, independientemente de dónde estén o de lo tarde que sea.
En el Lima Bean, Rachel besa a un sobrio Blaine, lo que le hace darse cuenta de que, en efecto, es gay, pero en lugar de estar decepcionada, ella está eufórica: le dice a Kurt que su relación con un hombre que resultó ser gay es «oro para componer canciones».

## Música

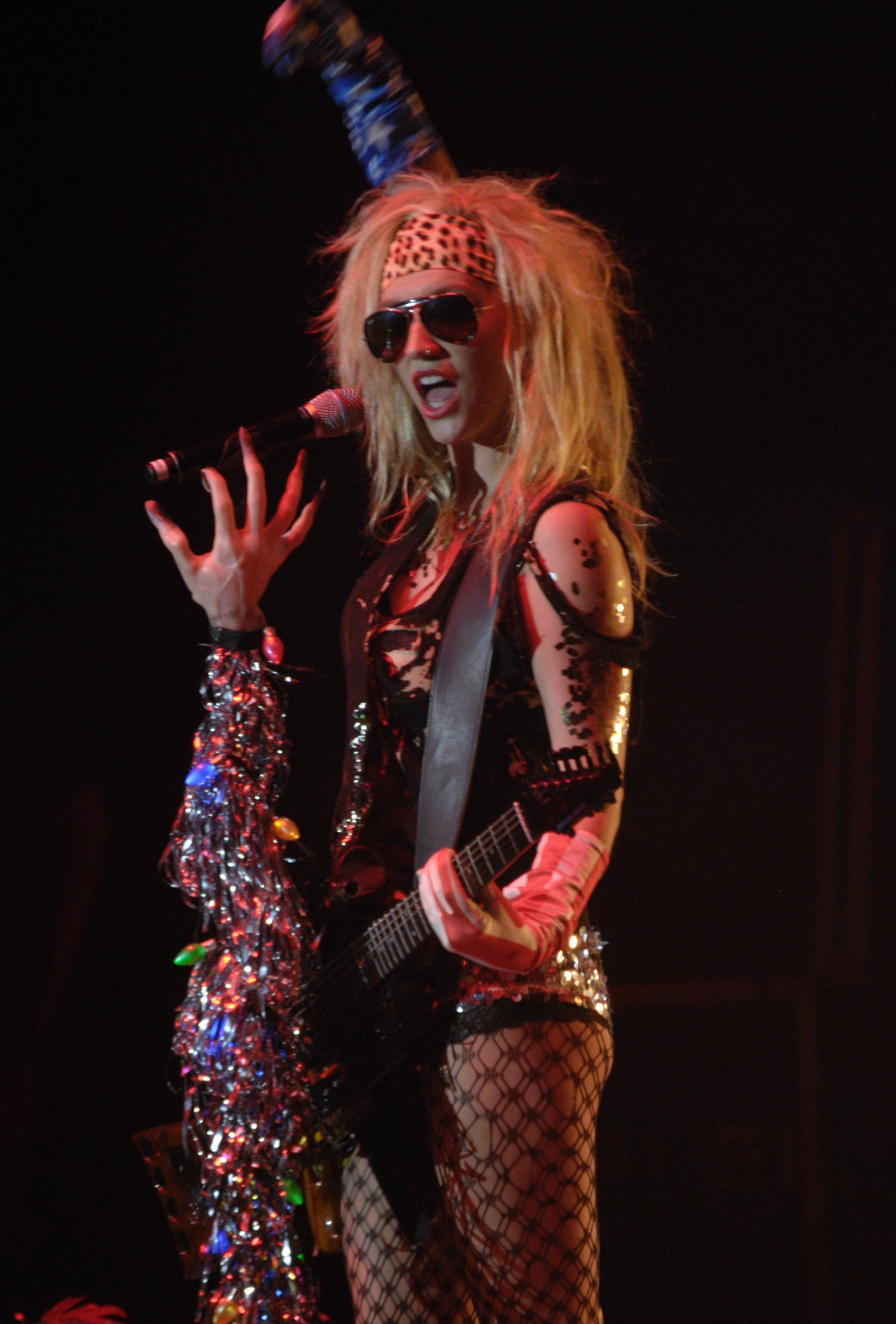
«Tik Tok» de Kesha (en la foto) fue una de las cuatro canciones presentadas durante el episodio.

En el episodio aparecen versiones de «Don't You Want Me» de The Human League, «One Bourbon, One Scotch, One Beer» de Rudy Toombs, «Tik Tok» de Kesha y «Blame It» de Jamie Foxx y T-Pain. «One Bourbon» marcó el debut cantando de Dot-Marie Jones en Glee.
Además incluye Like a G6 del grupo Far East Movement con The Cataracs y DEV. Esta canción no es cantada por ningún miembro del reparto, sino que puede escucharse en la fiesta de Rachel.

## Recepción

### Audiencia
"Blame it on the alcohol" se transmitió el 22 de febrero de 2011 en los Estados Unidos por Fox. Recibió más de 10.58 millones de televidentes estadounidenses en su emisión inicial, según las calificaciones de Nielsen Rating. El episodio obtuvo una cuota en pantalla de 4.4/12 en el grupo demográfico 18-49, empatado en lo más alto de la noche con NCIS. La audiencia y las calificaciones totales del episodio aumentaron ligeramente del episodio anterior, "Comeback", que fue visto por 10.53 millones de espectadores estadounidenses y recibió una cuota de 4.2/12 en el grupo demográfico 18-49 durante su emisión original.
Con su transmisión en Canadá, también el 22 de febrero de 2011, "Blame It on the Alcohol" atrajo a 1,89 millones de espectadores y ocupó el decimocuarto lugar en el ranking semanal. Esta fue una mejora en "Comeback", que se emitió la semana anterior, ocupó el puesto 18 y fue visto por 1,75 millones de espectadores. En Australia, el episodio fue visto por 1.02 millones de espectadores el 7 de marzo de 2011, lo que convirtió a Glee en el sexto programa más visto de la noche y el vigésimo de la semana. In En el Reino Unido, el episodio se transmitió el 11 de abril de 2011. Alcanzó 2,53 millones de espectadores, 2,05 millones en E4 y 483,000 en E4 + 1, y fue el programa más visto en televisión por cable durante la semana. La audiencia fue inferior a "Comeback", atrayendo a 40,000 espectadores menos.

### Crítica
La reacción al episodio fue mixta. Si bien la mayoría de los críticos quedaron favorablemente impresionados, algunos lo hicieron bastante, una minoría significativa se sintió decepcionada por el mensaje que transmitió el episodio. Entre los primeros se encontraba Kevin Fallon de The Atlantic, quien lo describió como "Glee está en su mejor momento". Robert Canning de IGN le dio al episodio una gran  calificación de 8 sobre 10, y llamó a la historia principal "cómica y humana". Emily VanDerWerff de The A.V Club, escribió que "los fundamentos del episodio no son terribles, simplemente sobrecargados" y le dio una "B -". Aly Semigran de MTV declaró que el episodio "dejó un sabor agrio", y agregó que si bien el programa "siempre combina el humor con lecciones de vida serias, parece que no había ninguno aquí"; ella llamó al episodio "una oportunidad desperdiciada". Jen Harper, de BuddyTV, también se sintió desencantada por el episodio y concluyó: "Glee, ¿Qué te ha pasado?". Amy Reiter, de Los Angeles Times, vio el mensaje del programa de manera diferente a Semigran y escribió: "Déjenlo a Glee abordar un tema didáctico, alegre como la bebida adolescente y de alguna manera logran entretener y sorprender y transmitir sus importantes lecciones de vida". Richard Corliss de Time lo calificó como un "episodio ventoso y bien escrito". Concluyó: "La hora de Glee de anoche fue del nivel que una serie superior se mantiene a mitad de temporada entre sus episodios 'importantes'.
Las escenas que presentaron la fiesta de Rachel fueron aclamadas por la mayoría de los críticos. Fallon los llamó "un desfile de las bromas más divertidas, la actuación más desinhibida y, curiosamente, la mayoría de las escenas relacionadas que Glee ha producido en un tiempo", y describió a Michele como "un actor destacado" que "manejó todo el arco como un comediante experimentado ". Su colega Meghan Brown dijo que "mostró a Glee en su mejor momento", y agregó: "El diálogo fue ágil, la dinámica del grupo fue limpia y específica, y los adolescentes parecían niños reales". VanDerWerff también señaló que el club los miembros "realmente se sintieron como niños, no como 30 y tantos", y dijeron que la fiesta fue la "mejor parte" del episodio. [18] Erica Futterman de Rolling Stone elogió el desglose de Finn de "los cinco arquetipos de chicas borrachas, como lo demuestran las chicas Glee". Harper escribió que las escenas de la fiesta "dejaban mucho que desear", y Patrick Burns, el tercer crítico de The Atlantic, "esperaba que la fiesta de Glee se saliera de control o que alguien saliera lastimado para que la juventud de Estados Unidos pudiera ser sorprendida y horrorizada por los peligros del alcohol", pero "lo peor que sucedió fue cuando Rachel trató de estar con un chico gay".

### Música

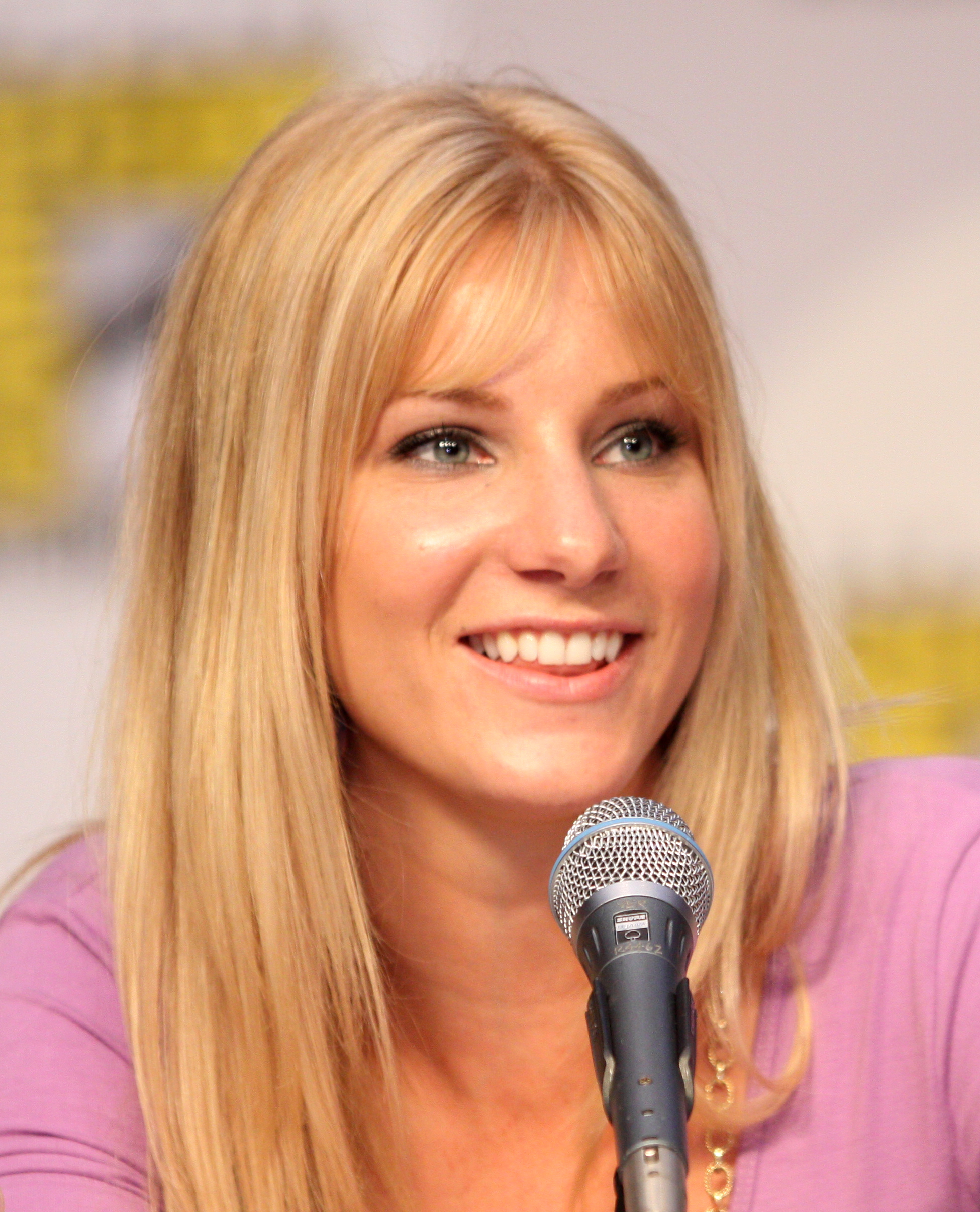
La coreografía y el desempeño general de Heather Morris (en la foto) como Brittany en la versión de portada de "Tik Tok" fueron aclamados por la crítica.

Las canciones interpretadas obtuvieron respuestas positivas de los críticos y aficionados por igual. "Don't You Want Me" fue llamado "el mejor número del episodio" por VanDerWerff. Semigran fue más allá y dijo que era "el mejor número con diferencia", y Hankinson fue más allá: "puede ser una de mis actuaciones favoritas de Glee de todos los tiempos". Futterman lo calificó de "divertido" y "coqueto", y señaló que "enfrenta a los vocalistas pop más completos de Glee".  Anthony Benigno de The Faster Times y González le dieron a la actuación una "A"; Benigno escribió que "suena como una versión modernizada de una vieja canción y funciona totalmente al 1000%", y González declaró que "Blaine necesita unirse a New Directions para que podamos obtener más duetos entre él y Rachel". Harper, aunque lo caracterizó como un "dúo realmente lindo", dijo que "no estaba muy interesada en verlos emparejarse de nuevo". Brett Berk, de Vanity Fair, fue aún menos entusiasta y le dio dos estrellas de cinco. Katie Morgan de Billboard elogió a: «Los elencos de interpretación de Blame It, la escritura, diciendo “Honestamente creo que la versión podría ser mejor que el original”». Sin embargo, Todd VanderWerff de The AV Club dio una evaluación negativa a la versión, diciendo que era «uno de los números menos agradables de la temporada».
Candace Bulter de ScreenCrave elogió la nueva interpretación de «Tik Tok», ella elogio la coreografía de Brittany y su voz, que calificó de «loca» e «impresionante». Sandra González de la revista Entertainment Weekly alabó a todas las actuaciones musicales y las versiones musicales del episodio.

## Comercialización
De las cuatro versiones interpretadas en el episodio tres fueron lanzadas como sencillos, la canción original "My Headband" no fue lanzada, tres debutaron en el Billboard Hot 100 y aparecieron en otras listas musicales. En el Hot 100, la versión de "Don't You Want Me" debutó en el número cuarenta y nueve, fue en el número cincuenta en el Billboard Canadian Hot 100. Las otras dos canciones en el Hot 100 fueron "Blame It" en el número cincuenta y cinco, que también fue número sesenta y uno en el Canadian Hot 100, y "Tik Tok" en el número sesenta y uno, que también fue número cincuenta y seis en el Canadian Hot 100. "Don't You Want Me" también apareció en el sexto álbum de la banda sonora de la serie, Glee: The Music, Volume 5. "One Bourbon, One Scotch, One Beer" no figura en la lista.